# Visaranai
Visaranai é um filme docudrama indiano de 2015 dirigido e escrito por Vetrimaaran. Foi selecionado como representante de seu país ao Oscar de melhor filme estrangeiro em 2017.

## Elenco
- Dinesh Ravi - Pandi Ravi
- Samuthirakani - Muthuvel
- Kishore - K. K.
- Anandhi - Shanthi
- Aadukalam Murugadoss - Murugan
- Ajay Ghosh - Vishveshwara Rao
- E. Ramdoss - Ramachandran
- Munnar Ramesh - Ramesh
- Misha Ghoshal - Sindhu
- Dhaya Senthil - Neethipathi
- Saravana Subbiah - Saravanan
- Muthukumar - Rathnasamy
- Cheran Raj - Goule
- Pradheesh Raj - Kumar
- Silambarasan Rathnasamy - Afzal